# Crystal Castles

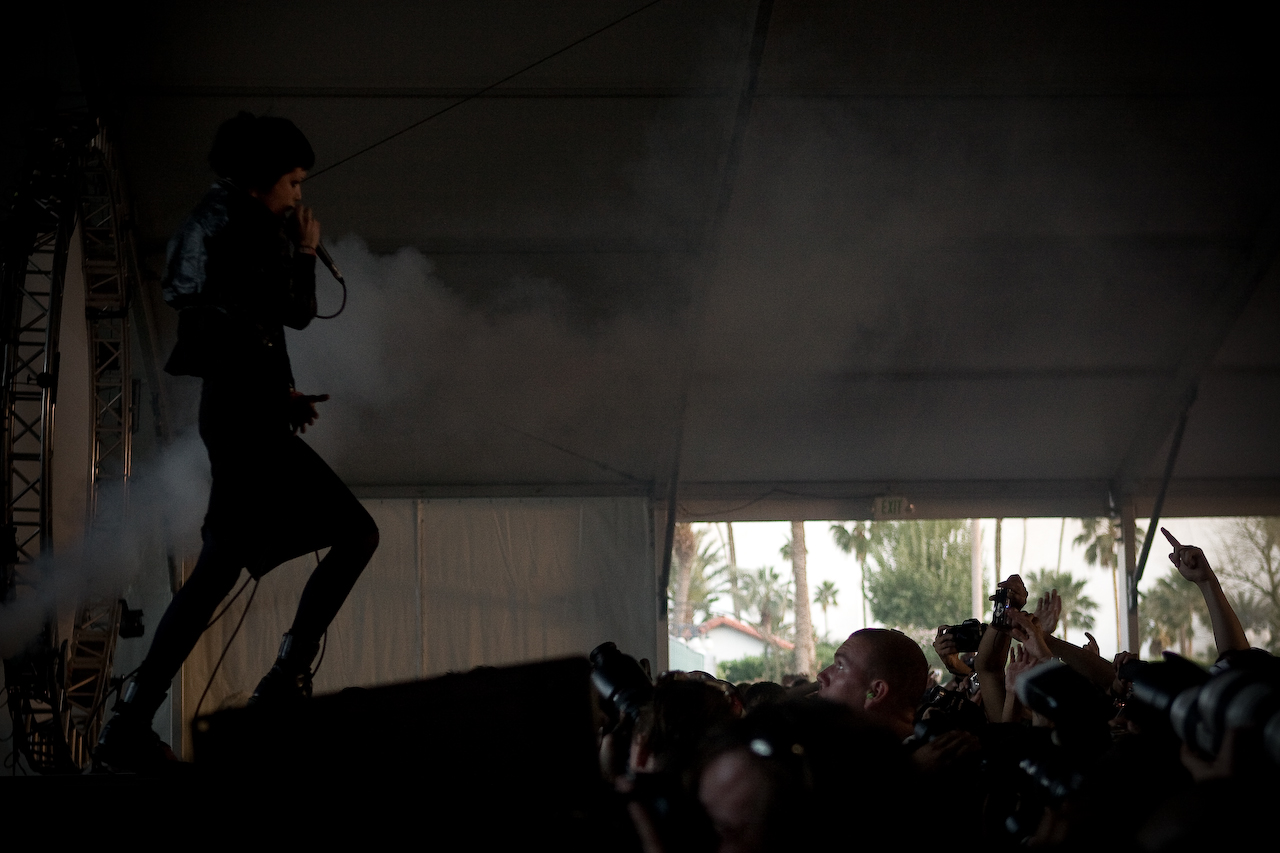
Crystal Castles 2009

Crystal Castles är ett kanadensisk electronica-band från Toronto, känt för sina intensiva liveshower. Bandet har släppt flera EP-skivor och fyra fullängdsalbum. Deras första tre album tillhör en trilogi och är alla självbetitlade. 2014 berättade sångerskan Alice Glass att hon skulle lämna Crystal Castles. I april 2015 släpptes singeln "Frail", med den nya sångerskan Edith Frances. I augusti 2016 kom deras senaste album "Amnesty (I)". 

## Historia

### De tidiga åren och första albumet (2003-2008)
Crystal Castles började som ett soloprojekt av Ethan Kath. Han kontaktade en kvinna som han kände, Alice Glass, för att låta henne sjunga på några låtar. De träffades några månader senare i studion. Materialet från studiosessionen var bland annat en inspelning där Alice Glass testade att sjunga över ett beat för första gången. Detta blev senare duons första singel, "Alice Practice", som släpptes år 2006.
Många 7" singlar släpptes i begränsad upplaga under 2007 på många olika skivbolag. Låtar från dessa singlar, tidigare demolåtar och tre nya låtar släpptes senare som gruppens första album Crystal Castles år 2008. Albumet blev väl mottaget av kritiker.

### Andra albumet och framtiden (2008-nutid)
Duons andra självbetitlade album, Crystal Castles (också känd som Crystal Castles II) släpptes år 2010. Albumet släpptes av Fiction Records 24 maj.
Under 2011 turnerade gruppen över stora delar av Europa för att bland annat besöka Hultsfredsfestivalen och Dans Dakar. De spelade på 2012 års upplaga av Emmabodafestivalen i Småland.

## Diskografi

### Studioalbum
- 2008 – Crystal Castles
- 2010 – Crystal Castles (II)
- 2012 – (III)

- 2016 – Amnesty (I)

### Singlar
- 2006 – Alice Practice
- 2007 – Air War
- 2008 – Courtship Dating
- 2010 – Celestica
- 2010 – Doe Deer
- 2010 – Not in Love (feat. Robert Smith)